# Honoré Daumier
Honoré Daumier (Marsiglia, 26 febbraio 1808 – Valmondois, 10 febbraio 1879) è stato un pittore, scultore, litografo e caricaturista francese.
È noto soprattutto per le sue vignette di satira politica realizzate con la tecnica litografica e per i suoi quadri.

## Biografia

### I primi anni
Honoré-Victorin Daumier nacque il 26 febbraio 1808 a Marsiglia da Jean-Baptiste-Louis, vetraio, restauratore e poeta, e da Cécile-Catherine Philip. Il padre si trasferì nel 1814 a Parigi, sperando di ottenere successo con la sua opera poetica: il 25 novembre 1815 presentò il suo poema Un matin de printemps al conte d'Artois, che gli favorì l'ingresso negli ambienti letterari e gli procurò la carica di spedizioniere alla Caisse d'Arbitrage, così che, nel 1816, da Marsiglia la famiglia poté raggiungerlo a Parigi.
Tuttavia, e malgrado il discreto successo industriale della tragedia Filippo II, rappresentata nel 1819, le condizioni economiche della famiglia Daumier si mantennero precarie tanto che le continue minacce di sfratto costringevano la famiglia a cambiare frequentemente abitazione, e a dodici anni, nel 1820, Honoré deve mettersi a lavorare come apprendista fattorino e, l'anno dopo, come commesso nella libreria Delaunay. Mostrando inclinazione per il disegno, il pittore Alexandre Lenoir, amico del padre, gli impartì lezioni di pittura e, nel 1823, si iscrisse nella privata Académie Suisse.
Dal 1825 fu apprendista nella litografia Belliard, e iniziò dal 1829 a collaborare con il giornale umoristico «La Silhouette», che uscì dal 1829 al 1831, impegnandosi subito nella polemica politica anti-monarchica: una delle sue prime litografie fu infatti Le vieux drapeau (La vecchia bandiera), opponendo alla vecchia ma riesumata bandiera borbonica il glorioso tricolore della Repubblica e di Napoleone.

### La satira politica

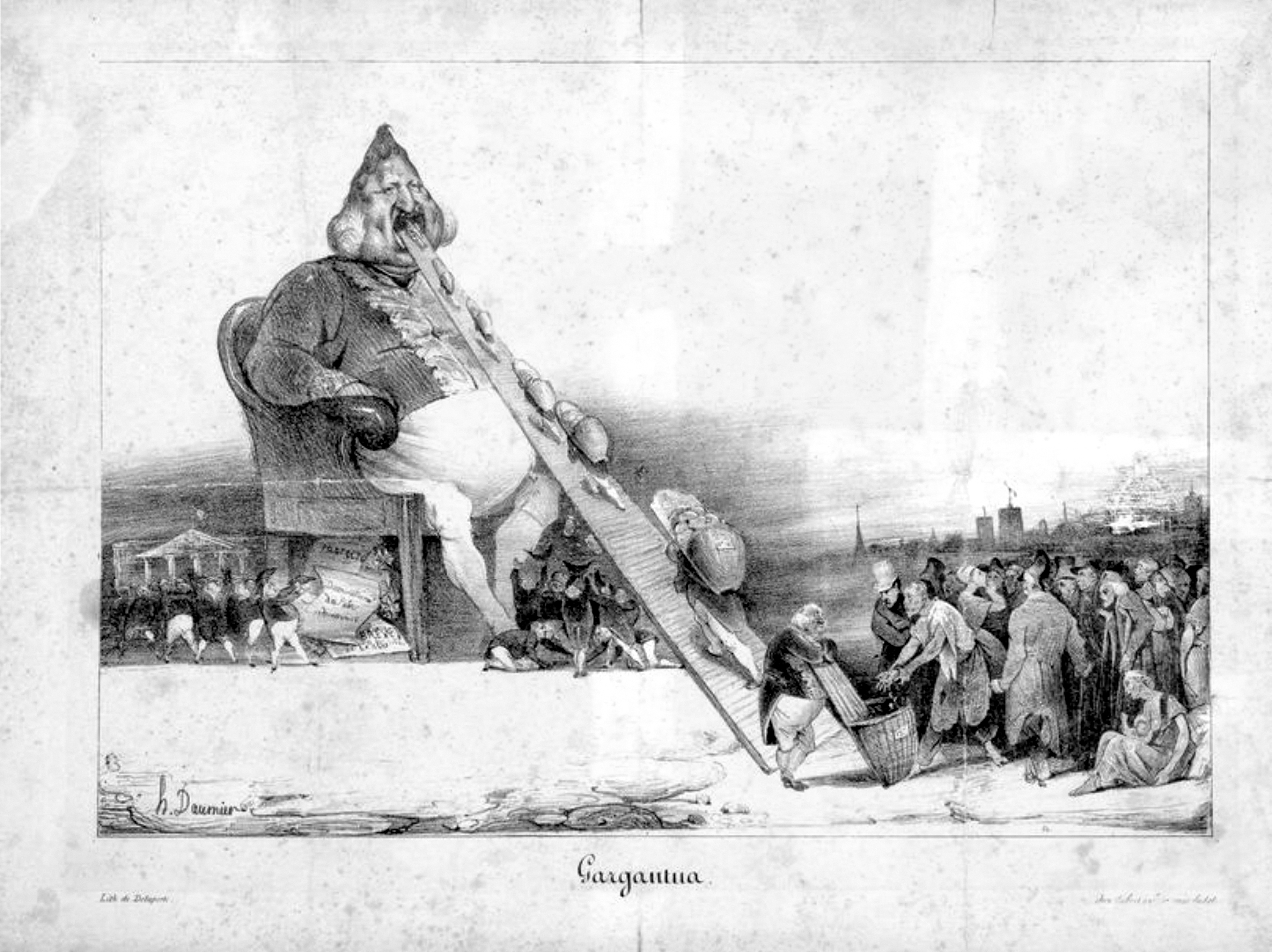
Gargantua

Nel luglio 1830 partecipò alla Rivoluzione che abbatté la monarchia di Carlo X e consegnò - dopo vari contrasti - il potere a Luigi Filippo d'Orléans, riportando quindi durante gli scontri con l'esercito una ferita da sciabola alla fronte. Passò a collaborare dalla fine dell'anno al 1835 con il giornale «La Caricature», diretto da Charles Philipon e Gabriel Aubert, dove il 15 dicembre 1831 comparve una caricatura del re Luigi Filippo che, con il nome di Gargantua, divora le risorse del popolo e corrompe i deputati dell'Assemblea Nazionale. Per questo motivo il 23 febbraio 1832 venne processato e condannato a sei mesi di carcere e alla multa di 500 franchi, iniziando a scontare la pena il 31 agosto.

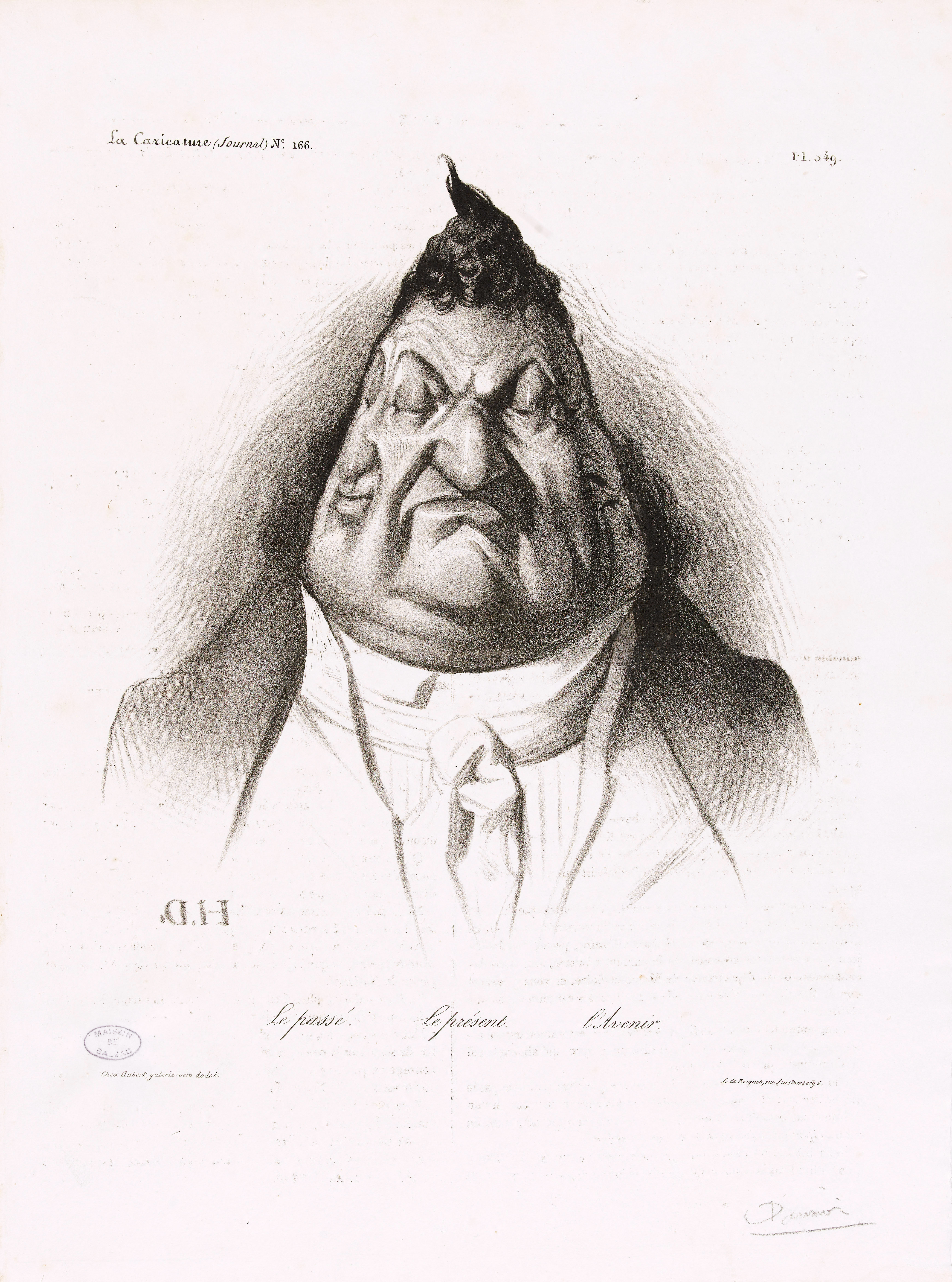
Passato, presente, futuro

Liberato il 14 febbraio 1833, andò a vivere da solo, e continuò a prendere di mira Luigi Filippo - rappresentato costantemente con il volto a forma di pera - e il governo conservatore e corrotto al potere in Francia, collaborando, oltre che con La Caricature, anche con il giornale «Le Charivari»; cominciò ad affrontare la scultura in terra per lo più non cotta e, poco più tardi, dipinse le prime tele. Proprio a causa della mancata cottura delle sue sculture, queste si sono per lo più perdute, mentre molte tele, preparate spesso in modo inadeguato, si deteriorarono molto presto, presentando crepe e alterazioni del pigmento.
I provvedimenti contro la libertà di stampa, emanati dal governo il 29 agosto 1835, che soppressero o sottoposero a pesante censura i giornali satirici, lo costrinsero a mutare i temi delle litografie, indirizzandosi a soggetti di costume. Collaborò così all'illustrazione del mensile letterario «La Chronique de Paris», fondato nel 1836 da Balzac, del quale illustrò successivamente anche alcuni romanzi.
A causa dei molti debiti accumulati, nel 1842 gli furono pignorati i mobili di casa. Il 16 aprile 1846 sposò la sarta Marie-Alexandrine Dassy dalla quale aveva già avuto, il 2 febbraio, un figlio vissuto pochi mesi.

### I dipinti

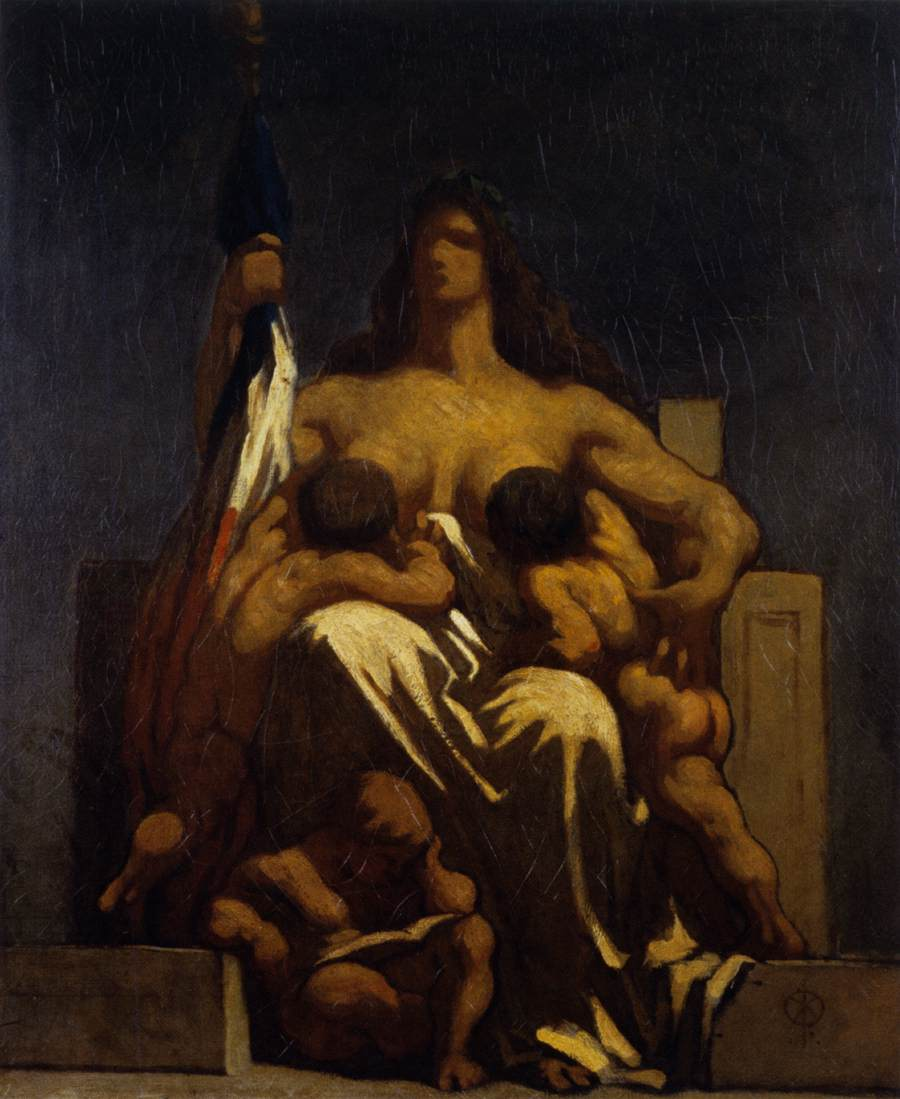
Allegoria della Repubblica, 1848, Musée d'Orsay, Parigi

Con la caduta della monarchia a seguito della Rivoluzione del febbraio 1848, il governo repubblicano bandì, il 18 marzo, un concorso per un'immagine che rappresentasse la nuova Repubblica. Daumier fu fra i circa settecento partecipanti, presentando un bozzetto che superò la prima selezione della commissione incaricata di valutare le opere - della quale facevano parte, tra gli altri, Lamartine, Delacroix, Ingres e Meissonier - ma il concorso fu annullato dal nuovo governo al potere dopo le sanguinose giornate di giugno.

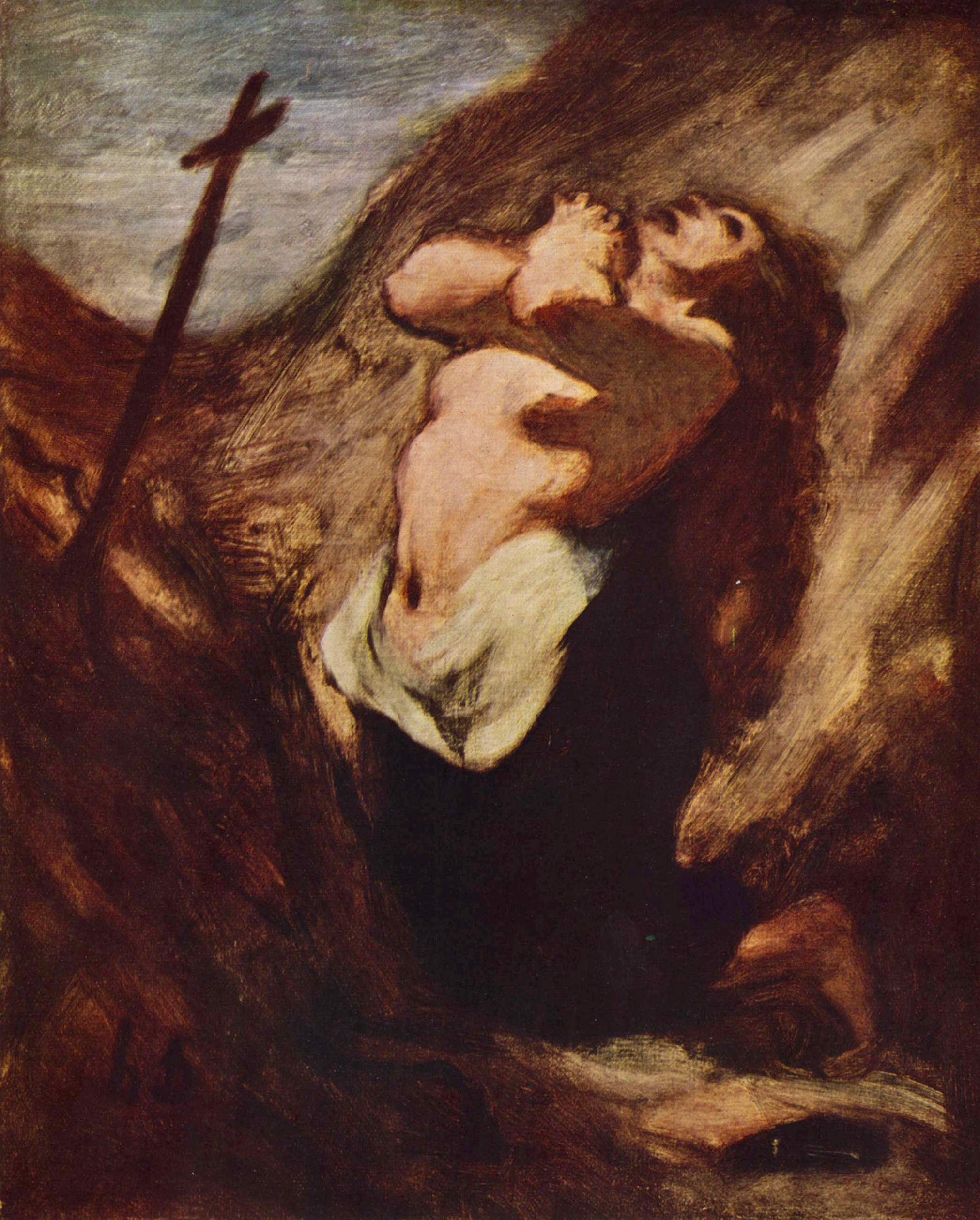
Maria Maddalena, 1849, coll. privata

L'opera, intitolata da Daumier La Repubblica nutre i suoi figli e li istruisce, appare vagamente ispirata alla Carità di Andrea Del Sarto che si trovava a Parigi, e rappresenta infatti una donna forte, con il tricolore e il berretto frigio repubblicano, che allatta due bambini, mentre un terzo è intento a istruirsi.
In cambio dell'Allegoria della Repubblica, il 19 settembre il governo chiese a Daumier un quadro di soggetto religioso, il cui bozzetto fu completato nel 1849 ma rifiutato dall'Académie des Beaux-Arts incaricata di valutare il tema del dipinto: vi è chi sostiene che l'amico Delacroix abbia avuto qualche parte nella realizzazione di questo bozzetto.

## Opere
Tra il 1830 e il 1835, Daumier realizzò, per la pubblicazione su una rivista, circa 1.000 incisioni su legno e 4.000 litografie, oltre ad alcune decine di sculture, disegni e dipinti, destinati per lo più - in quest'ultimo caso - alla fruizione privata.
Tra le sue opere più note:
- Gargantua (1831), una caricatura su litografia di Luigi Filippo di Francia
- Una scultura caricaturale di Charles Philipon (1833), giornalista e direttore di La Caricature e di Charivari.
- Il vagone di terza classe (Le Wagon de troisième classe, 1864), un dipinto realista sulla condizione delle classi sociali francesi più povere (National Gallery of Canada, Ottawa).
- Ecce Homo (1850) che raffigura l'episodio evangelico della scelta tra Gesù e Barabba (Museum Folkwang, Essen).
- Don Quichotte (1868), (Neue Pinakothek, Monaco).